# Libnotes phaeozoma
Libnotes phaeozoma är en tvåvingeart som först beskrevs av Alexander 1972.  Libnotes phaeozoma ingår i släktet Libnotes och familjen småharkrankar.
Artens utbredningsområde är Palau. Inga underarter finns listade i Catalogue of Life.